# John Kittmer

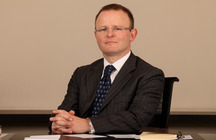
John Kittmer

John Kittmer (* 6. Juli 1967 in Sussex) ist ein britischer Diplomat.

## Leben
Kittmer studierte am Christ’s College in Cambridge, am King’s College London und am Magdalen College in Oxford.
Als Nachfolger von David Landsman war Kittmer von 2013 bis Dezember 2016 Botschafter des Vereinigten Königreiches in Griechenland. Ihm folgte als Botschafterin in Griechenland Kate Smith. Von Dezember 2016 bis Juli 2017 war er Kommissar des Britischen Territoriums im Indischen Ozean und des Britischen Antarktis-Territoriums. Kittmer ist mit David Bates verheiratet.